# Mohammed Ahmed

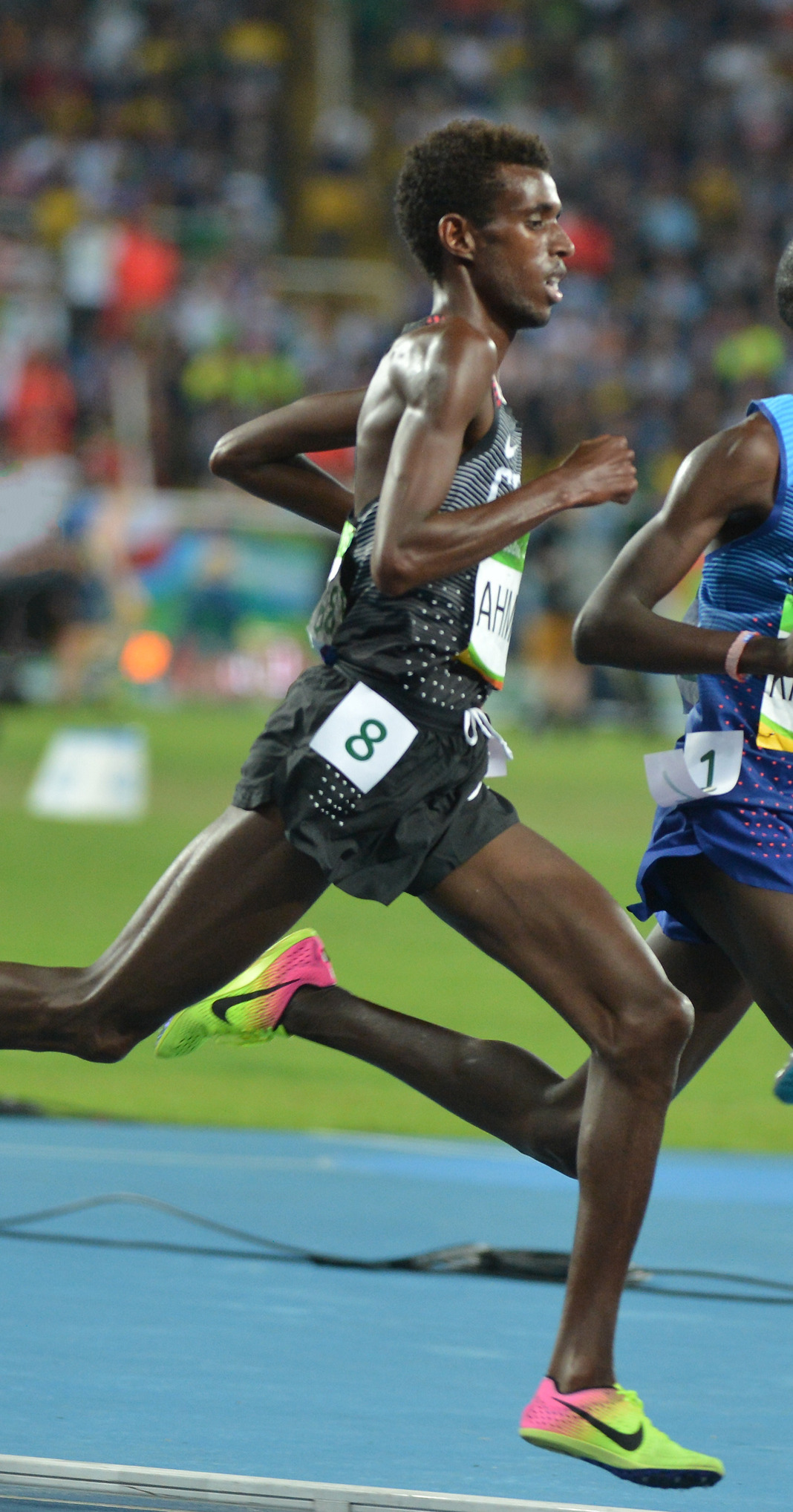
Mohammed Ahmed nos Jogos Olímpicos de Verão de 2016

Mohammed Ahmed (Mogadíscio, 5 de janeiro de 1991) é um corredor de longa distância somali naturalizado canadense. Ahmed conquistou a medalha de bronze nos 5000 metros no Campeonato Mundial de Atletismo de 2019, em Doha, no Qatar, tendo sido o primeiro atleta do Canadá a conquistar uma medalha nesta competição. Além disso, foi por duas oportunidades medalha de prata nos Jogos da Commonwealth em eventos de 5000 e 10000 metros. Ahmed também competiu nos Jogos Olímpicos de Verão de 2012 e de 2016, encerrando na quarta posição na corrida de 5000 metros em 2016.